# Carola Standertskjöld

Carola Standertskjöld

Carola Standertskjöld (* 23. März 1941 in Helsinki; † 19. November 1997 in Kirkkonummi), im skandinavischen Show-Geschäft nur als Carola bekannt, war eine finnische Pop-, Schlager- und Jazz-Sängerin, die in den 1960er und 1970er Jahren zu den erfolgreichsten Stars ihres Landes gehörte.
Ihren ersten Hit hatte Carola 1963 mit einer Adaption des hebräischen Volksliedes Hava nagila. Sie nahm außerdem zahlreiche erfolgreiche Cover-Versionen internationaler Hits auf: Mä lähden stadiin (Jackson von Nancy Sinatra und Lee Hazlewood), Rakastan – Saavuthan (Apres toi von Vicky Leandros), Se onko hän (It Must Be Him von Vikki Carr) und Ei aina käy niin kuin haaveillaan (You Only Live Twice von Nancy Sinatra).
Auch deutschsprachige Erfolge machte sie sich zu eigen: Aus Zigeunerjunge von Alexandra machte Carola Nuori tumma und aus Was ich dir sagen will von Udo Jürgens wurde Rakkauden jälkeen.
Sie war zudem die erste finnische Jazz-Sängerin, die internationale Reputation erlangte. Posthum erlebte Carola 2004 ein Comeback in ihrer Heimat. Die Greatest-Hits-Veröffentlichung Parhaat – Tulkitsijan taival kletterte in den finnischen Alben-Charts bis auf # 4 und zog das Jazz-Album Carola & Heikki Sarmanto Trio nach sich. Auch dieses Album erreichte die Charts und wurde wenig später sogar im deutschsprachigen Raum veröffentlicht. Enthalten sind zuvor unveröffentlichte Studio- und Live-Aufnahmen von Carola aus dem Jahre 1966, ausschließlich in englischer Sprache.
Sie ist nicht zu verwechseln mit ihrer schwedischen Kollegin Carola, die seit 1983 ebenfalls unter ihrem Vornamen erfolgreich Platten aufnimmt.